# 流苏虎耳草
流苏虎耳草（学名：Saxifraga wallichiana）为虎耳草科虎耳草属下的一个种。

## 扩展阅读
- 維基物種上的相關：流苏虎耳草